# Szamovár

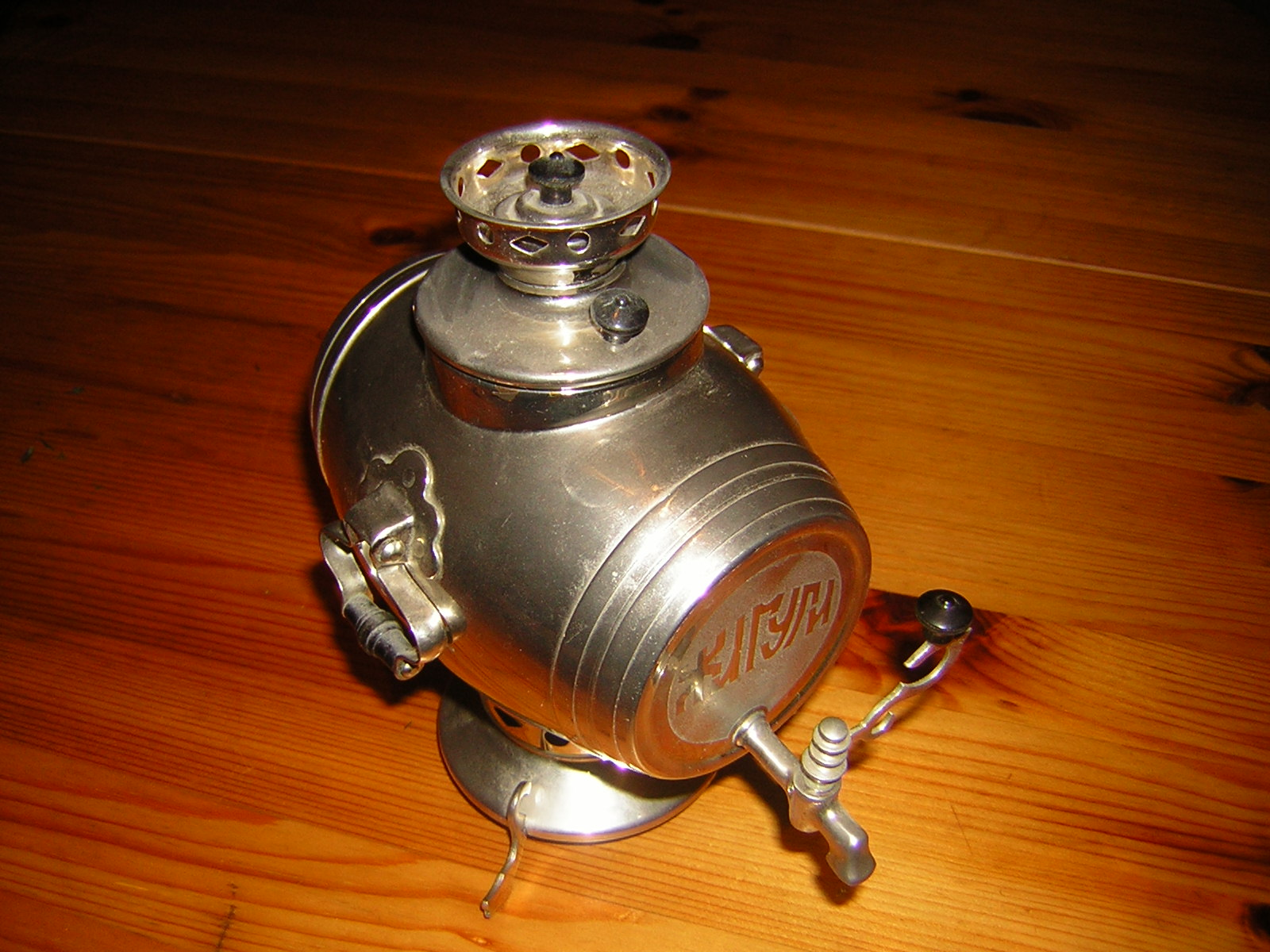
Hordó alakú faszenes szamovár

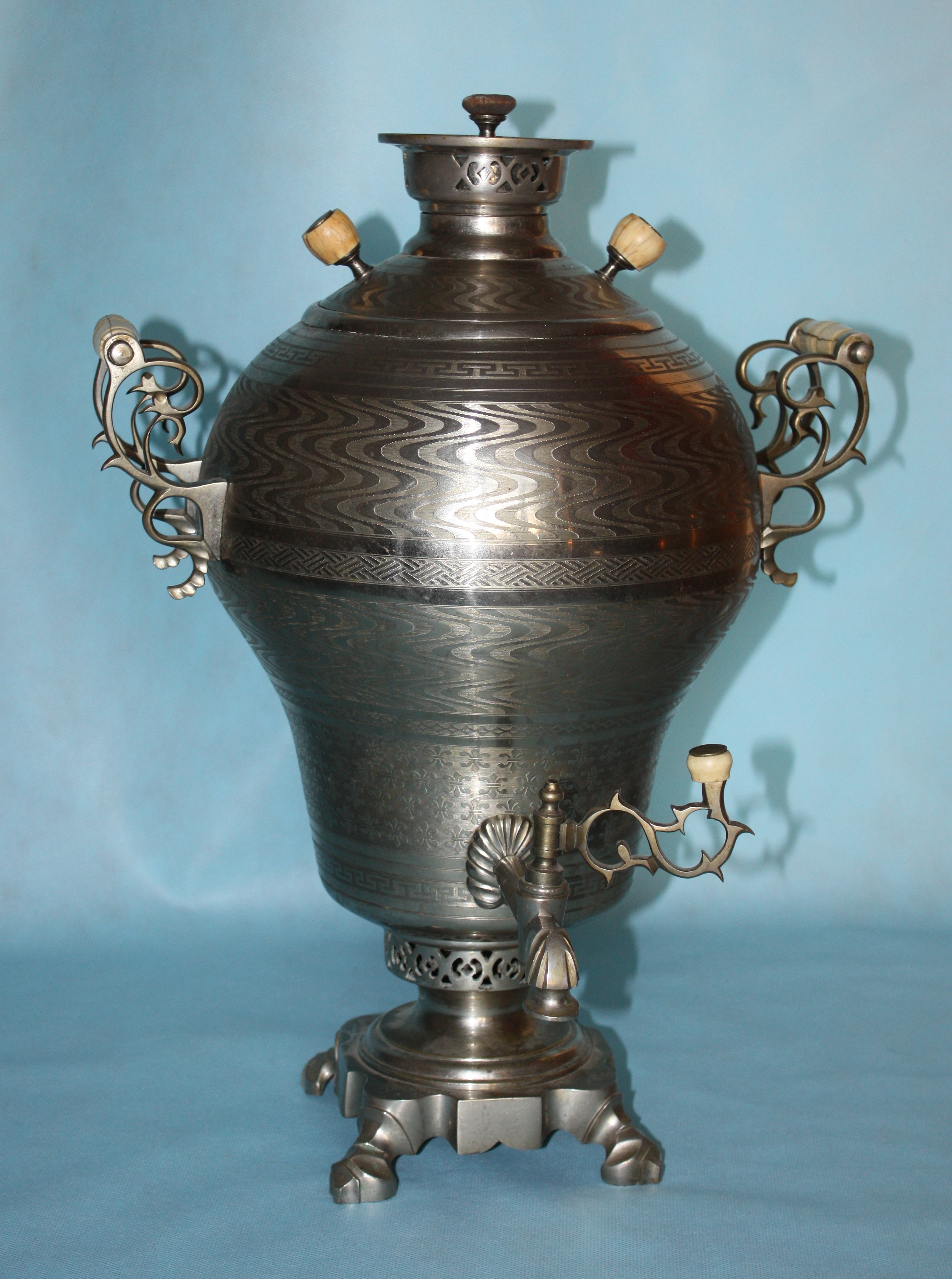
Szamovár a tulai gyárból, 1898–1919

A szamovár orosz-török eredetű háztartási vízforraló edény, főként 
teavíz forralására alkalmazzák.
Napjainkban orosz teafőző eszközként ismert. A neve az orosz cамо- (szam-: maga) és вар- (var: főz) szóképzés. Jelentése: magától forral.
A szamovár Közép-Ázsiából egyes források szerint Kínából került az Orosz Birodalomba. Eredetileg nem kizárólag teavíz forralására használták, hanem mint fával, vagy faszénnel fűtött forróvíztároló funkcionált. Különösen a faszénnel fűtött változata, ha reggel begyújtották, egész nap biztosította a ház konyhájának forróvíz ellátását.

## Története

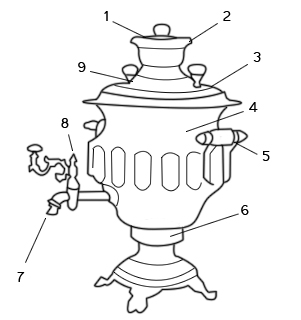
A szamovár részei

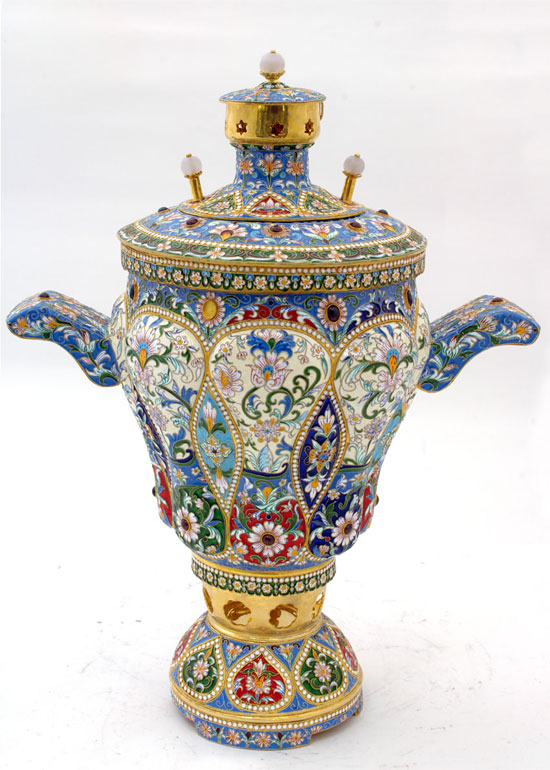
Rekeszzománccal díszített ezüst szamovár, 19. század vége

Az első, feljegyzésekben dokumentált szamovárkészítő üzemet Fjodor Liszicin tulai fegyvermester alapította 1778-ban. Az üzem 1803-ban már 26 alkalmazottal dolgozott. A rézből készült szamovárok már ekkor különböző formában készültek: váza alakú, hordó alakú, tojás alakú stb.
A 19. század végén főleg Oroszország közép-ázsiai területén megjelentek a petróleum fűtésű szamovárok, majd a 20. század 30-as éveiben piacra kerültek az első elektromos szamovárok is.

## A szamovárok felépítése
Napjainkban fűtését tekintve 3 alapvető típus ismert:
- Elektromos szamovár
- Szilárd tüzelésű szamovár (faszénnel, szénnel, vagy fával fűtött)
- Kombinált fűtésű szamovár

Függetlenül a szamovárok formájától alapvetően nagyon hasonlóan épülnek fel. Minden szamováron megtaláljuk a következő részeket:
1. a tűztér kéményének zárósapkája
2. teáskannatartó (egy korona, amely a teasűrítményt tartalmazó teáskanna melegen tartását biztosítja)
3. fedő (a víztartály teteje)
4. víztartály
5. fogók
6. lábazat
7. kifolyó cső
8. csap (a forróvíz kieresztésére)
9. biztonsági szelep (a forraláskor keletkező túlnyomás megakadályozására)

A szamovár belsejében található a tűztér (faszenes szamovár esetén ide töltik be, és itt égetik el, a fűtésre használt faszenet, faforgácsot stb.), vagy az elektromos fűtőszál.

## A teázás orosz módja
A teázáshoz a teafüvet (grúz, vagy indiai fekete teát) egy kisméretű ezüst, vagy porcelán kannába helyezik, majd felöntik lobogó vízzel. Ez a teasűrítmény oroszul a zavarka (заварка). Teázáskor először ebből, a szamovár tetején elhelyezett kis kannából öntenek egy-két ujjnyi teasűrítményt a fém pohártartóban elhelyezkedő üvegpohárba és ezt eresztik fel forróvízzel a szamovárból. A teát cukor nélkül fogyasztják, kis tányérkából speciálisan készített lekvárt, mézet, süteményt vagy különböző pralinékat fogyasztanak hozzá.

## Képek
- Antik szamovárok szovjet bélyegeken (1989)

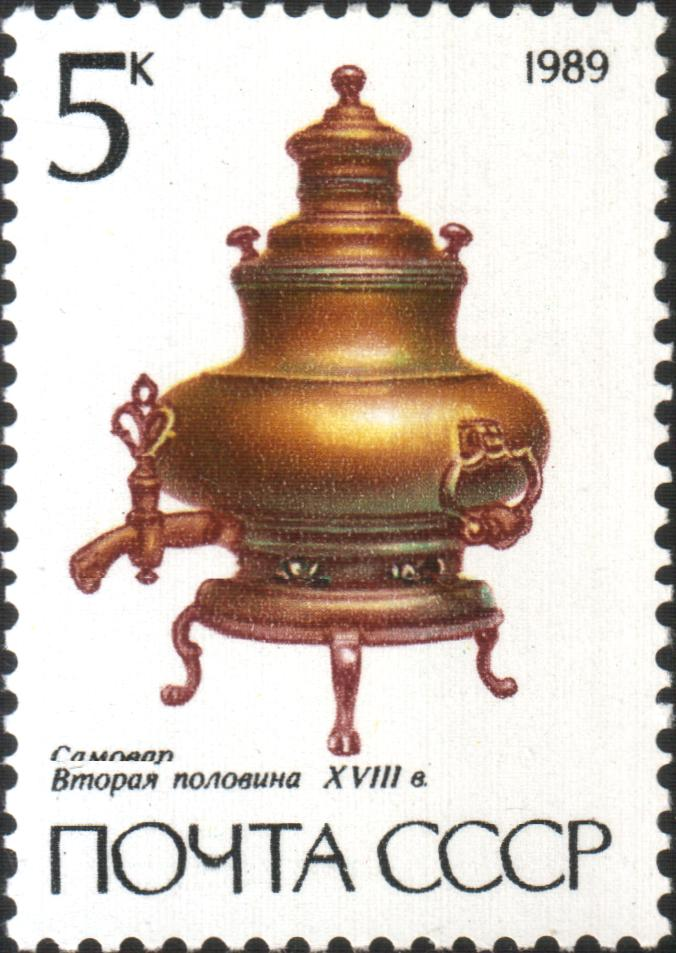
Szamovár (18. század 2. fele)
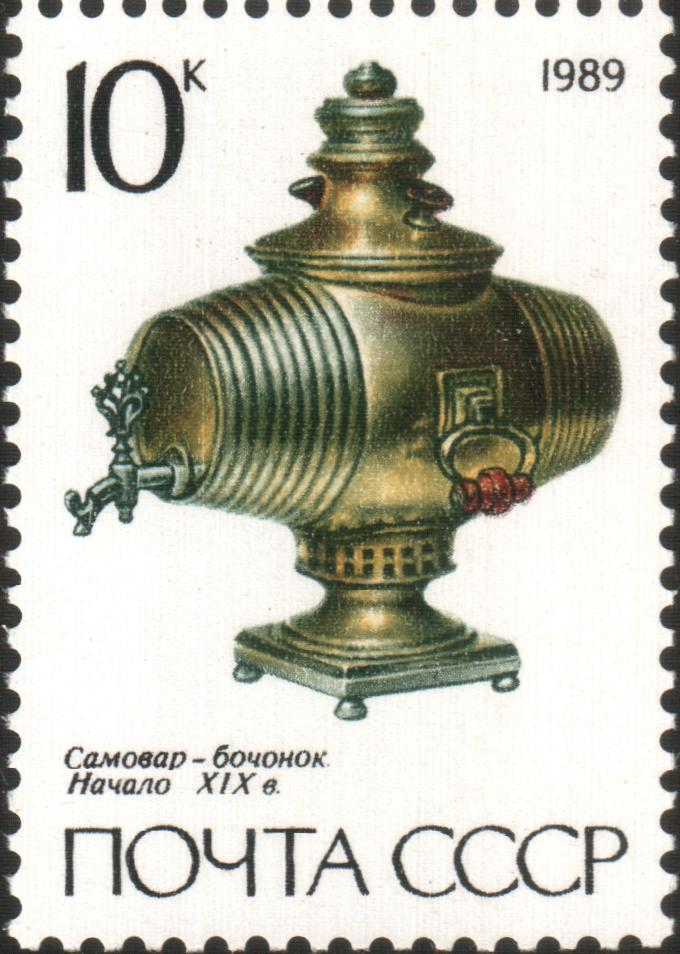
Hordó alakú szamovár (19. század eleje)
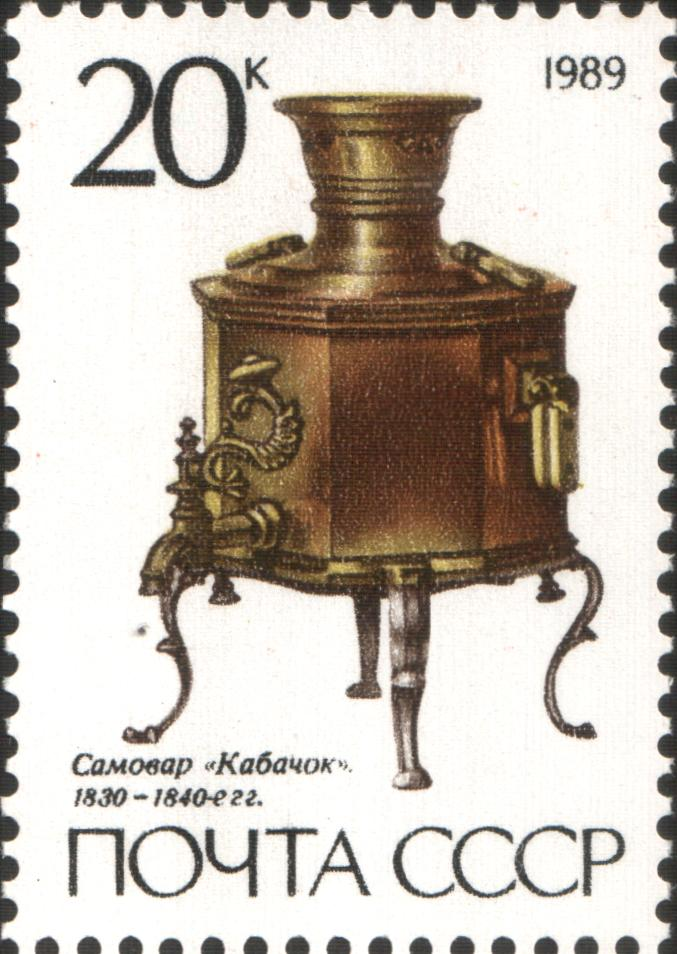
Szamovár (1830/40)
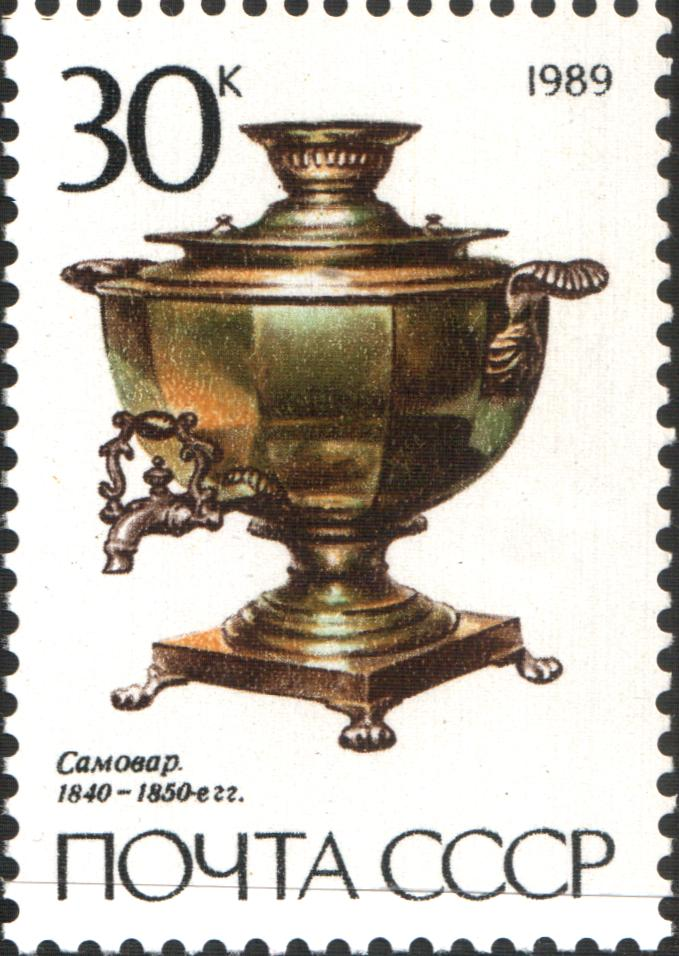
Szamovár (1840/50)

## Külső hivatkozások
- Tulai szamovárok múzeuma